# オイペン
オイペン（独・仏・蘭: Eupen ドイツ語: [ˈʔɔʏpn̩]、フランス語: [øpɛn]、オランダ語: [øːpən]）は、ベルギーのリエージュ州にある都市。

## 概要
ドイツ国境、オランダ国境から近く、アーヘンとマーストリヒトから15キロほど離れている。近くに自然保護区域Hohes Vennがある。
第一次世界大戦後、ヴェルサイユ条約はオイペンと隣の都市マルメディを1920年から1925年までベルギー行政下におくよう決定し、エルマン・バルティア将軍の元でオイペン＝マルメディ政府が置かれていた。
この地域ではすぐに住民投票が行われ、オイペンはドイツから離れベルギーに併合された。しかし投票は無記名投票ではなく、ドイツ語話者もフランス語話者も氏名と住所を投票用紙に記入することが求められていた。もしドイツ語話者がドイツ残留に一票を投じたら町から追放される恐れがあり、オイペンとマルメディ住民はベルギー併合に賛成したのである。
オイペンはベルギーのドイツ語共同体議会が設置されている。18世紀にはオランダ語が広く話されていたが、ドイツ語を公用語としている。

## 年表

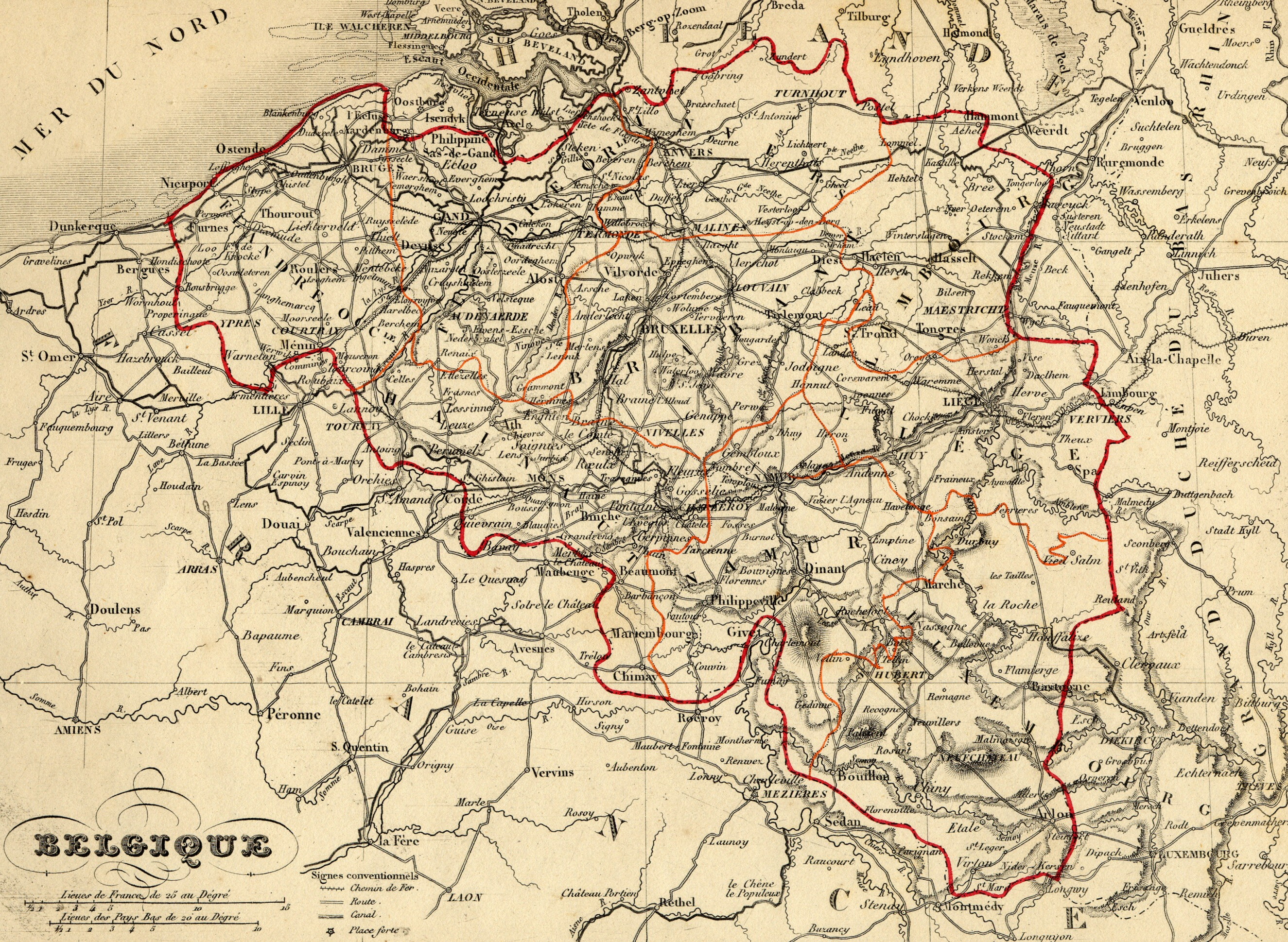
1843年のベルギーの地図。オイペンと東カントンはプロイセン領だった

- 1213年　-　オイペンについての最初の記述、及びリンブルフ公国に属する聖ニコラウス教会の記述がされる。
- 1288年　-　 ウォルリンヘンの戦いの結果、リンブルフ公国がブラバント公ジャン1世により併合される。
- 1387年　-　ブラバント公国とリンブルフ公国がブルゴーニュ公家に継承される。ゲルデルン公との戦いの間、オイペンは焼け落ちる。
- 1477年　-　ブラバント公国及びリンブルフ公国（オイペンも含む）がハプスブルク家支配を受ける。
- 1544年　-　神聖ローマ皇帝カール5世がオイペンに対し、年に2つの市場を管理する特権を授ける。
- 1555年　-　ブラバントとリンブルフ、スペイン領となる。
- 1565年　-　オイペンで最初のプロテスタントの記載がされる。
- 1582年　-　オランダ共和国軍によってオイペンが焼かれる。
- 1635年　-　ペストの流行で町の人口が減少する。
- 1648年　-　裁判所が建立される。
- 1674年　-　市特権を授与される。
- 1680年　-　織物産業が導入される。
- 1713年　-　ユトレヒト条約により、ブラバントとリンブルフがオーストリアのハプスブルク家領へと返還される。
- 1794年　-　フランス革命政権によりフランスに併合され、ウルト県（département Ourthe）となる。
- 1815年　-　ウィーン会議により、プロイセン王国のライン県の一部となる。
- 1919年　-　ヴェルサイユ条約により、ベルギーに併合される。

## スポーツ
- KASオイペン - サッカークラブ

## 出身者
- ヘルベルト・ヴィマー - サッカー選手